# 陸軍・植民地大臣
陸軍・植民地大臣（英語: Secretary of State for War and the Colonies）は、かつてのイギリスの閣僚級の職である。陸軍と英国領植民地（インド以外の）に関する事務を担っていた。同職は1801年に設置され、1854年に陸軍大臣と植民地大臣とに分離した。陸軍・植民地事務次官が大臣を補佐した。

## 陸軍・植民地大臣一覧
| 氏名 | 氏名                                                | 肖像 | 就任           | 退任           | 政党       | 首相 | 首相                                                                |
| ---- | --------------------------------------------------- | ---- | -------------- | -------------- | ---------- | ---- | ------------------------------------------------------------------- |
|      | ホバート男爵ロバート・ホバート                      |      | 1801年3月17日  | 1804年5月12日  | トーリー党 |      | ヘンリー・アディントン                                              |
|      | 第2代カムデン伯爵ジョン・プラット                   |      | 1804年5月14日  | 1805年7月10日  | トーリー党 |      | 小ピット                                                            |
|      | カースルレー子爵ロバート・ステュアート              |      | 1805年7月10日  | 1806年2月5日   | トーリー党 |      | 小ピット                                                            |
|      | ウィリアム・ウィンダム                              |      | 1806年2月5日   | 1807年3月25日  | ホイッグ党 |      | 初代グレンヴィル男爵ウィリアム・グレンヴィル                        |
|      | カースルレー子爵ロバート・ステュアート              |      | 1807年3月25日  | 1809年11月1日  | トーリー党 |      | 第3代ポートランド公爵ウィリアム・キャヴェンディッシュ＝ベンティンク |
|      | 第2代リヴァプール伯爵ロバート・ジェンキンソン       |      | 1809年11月1日  | 1812年6月11日  | トーリー党 |      | スペンサー・パーシヴァル                                            |
|      | 第3代バサースト伯爵ヘンリー・バサースト             |      | 1812年6月11日  | 1827年4月30日  | トーリー党 |      | 第2代リヴァプール伯爵ロバート・ジェンキンソン                       |
|      | 初代ゴドリッチ子爵フレデリック・ジョン・ロビンソン  |      | 1827年4月30日  | 1827年9月3日   | トーリー党 |      | ジョージ・カニング                                                  |
|      | ウィリアム・ハスキソン                              |      | 1827年9月3日   | 1828年5月30日  | トーリー党 |      | 初代ゴドリッチ子爵フレデリック・ジョン・ロビンソン                  |
|      | サー・ジョージ・マーレイ                            |      | 1828年5月30日  | 1830年11月22日 | トーリー党 |      | 初代ウェリントン公爵アーサー・ウェルズリー                          |
|      | 初代ゴドリッチ子爵フレデリック・ジョン・ロビンソン  |      | 1830年11月22日 | 1833年4月3日   | ホイッグ党 |      | 第2代グレイ伯爵チャールズ・グレイ                                   |
|      | エドワード・スタンリー                              |      | 1833年4月3日   | 1834年6月5日   | ホイッグ党 |      | 第2代グレイ伯爵チャールズ・グレイ                                   |
|      | トマス・スプリング・ライス                          |      | 1834年6月5日   | 1834年11月14日 | ホイッグ党 |      | 第2代メルバーン子爵ウィリアム・ラム                                 |
|      | 初代ウェリントン公爵アーサー・ウェルズリー （暫定） |      | 1834年11月17日 | 1834年12月9日  | トーリー党 |      | 初代ウェリントン公爵アーサー・ウェルズリー                          |
|      | 第4代アバディーン伯爵ジョージ・ハミルトン＝ゴードン |      | 1834年12月20日 | 1835年4月8日   | 保守党     |      | サー・ロバート・ピール                                              |
|      | 初代グレネルグ男爵チャールズ・グラント              |      | 1835年4月18日  | 1839年2月20日  | ホイッグ党 |      | 第2代メルバーン子爵ウィリアム・ラム                                 |
|      | 初代ノーマンビー侯爵コンスタンティン・フィップス    |      | 1839年2月20日  | 1839年8月30日  | ホイッグ党 |      | 第2代メルバーン子爵ウィリアム・ラム                                 |
|      | ジョン・ラッセル卿                                  |      | 1839年8月30日  | 1841年8月30日  | ホイッグ党 |      | 第2代メルバーン子爵ウィリアム・ラム                                 |
|      | スタンリー卿エドワード・スミス＝スタンリー          |      | 1841年9月3日   | 1845年12月23日 | 保守党     |      | サー・ロバート・ピール                                              |
|      | ウィリアム・グラッドストン                          |      | 1845年12月23日 | 1846年6月27日  | 保守党     |      | サー・ロバート・ピール                                              |
|      | 第3代グレイ伯爵ヘンリー・グレイ                     |      | 1846年7月6日   | 1852年2月21日  | ホイッグ党 |      | ジョン・ラッセル卿                                                  |
|      | サー・ジョン・パキントン準男爵                      |      | 1852年2月27日  | 1852年12月17日 | 保守党     |      | 第14代ダービー伯爵エドワード・スミス＝スタンリー                    |
|      | 第5代ニューカッスル公爵ヘンリー・ペラム＝クリントン |      | 1852年12月28日 | 1854年6月10日  | ピール派   |      | 第4代アバディーン伯爵ジョージ・ハミルトン＝ゴードン                 |